# Prostată
Prostata (din grecescul prostates, care, literal tradus înseamnă "cel ce stă în față", "gardian", "protector") este o glandă aflată la intersecția aparatului urinar cu aparatul genital masculin. Aceasta este situată în fața rectului și sub vezica urinară. Aceasta contribuie, prin secrețiile sale, cu 25-30% din cantitatea de spermă. La 20 de ani, prostata are un volum de 15 cm3 și seamănă cu o castană.

## Structură

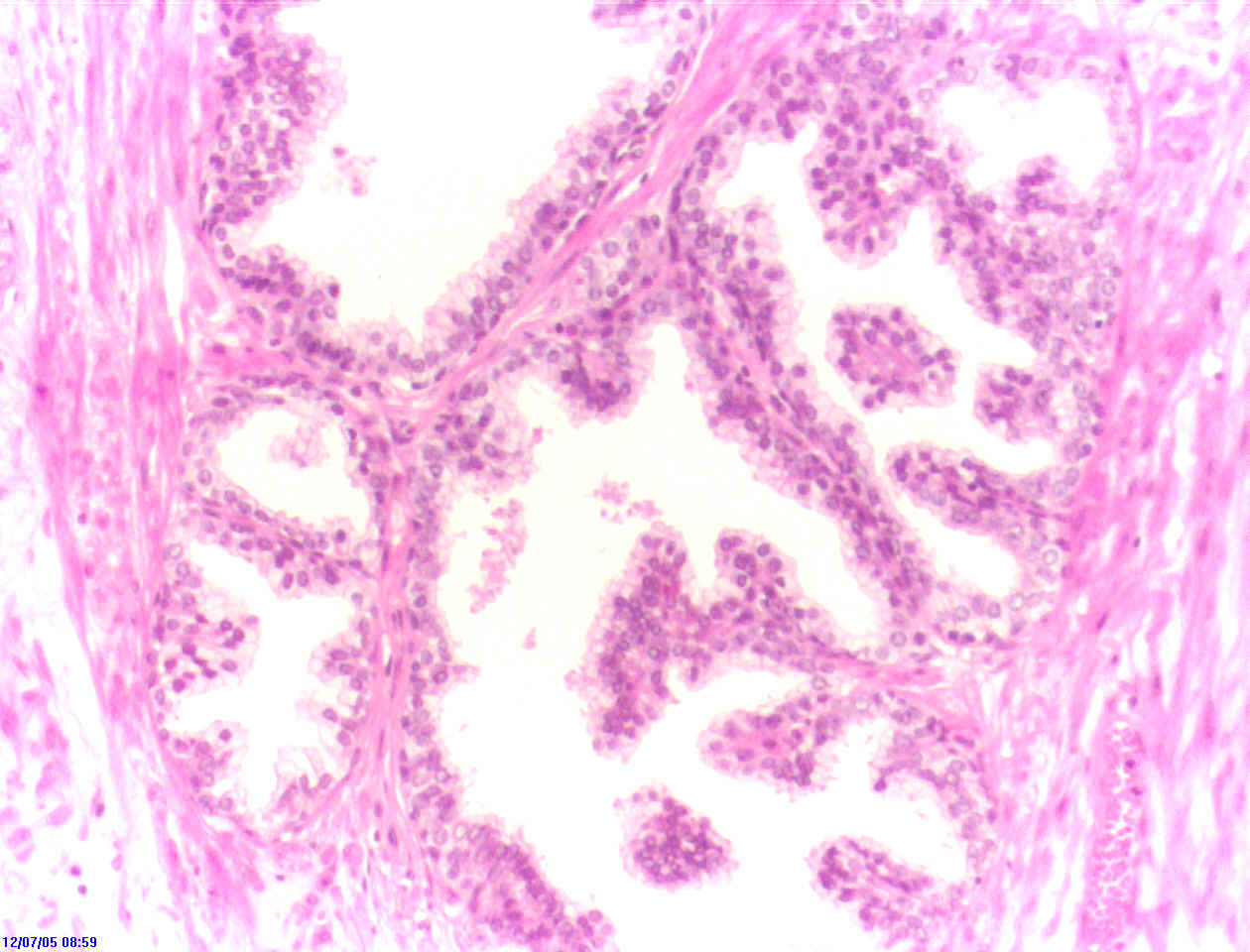
Histologie normală a prostatei

Prostata umană sănătoasă este un pic mai mare decât o nucă. Greutatea medie a prostatei este de 11 grame, deși, în mod normal poate cântări între 7 și 16 grame. Înconjoară uretra, imediat sub vezica urinară, putând fi palpată în timpul examenului rectal. 

### Histologie
Epiteliul secretor este în mare parte pseudostratificat, fiind format din celule columnare și bazale, ce sunt susținute de o stromă fibroelastică ce conține mici fibre musculare. Epiteliul este foarte variabil, prezentând zone cu celule cuboidale sau cu celule scuamoase, în special în zonele distale și a canalelor. Prezentă în interiorul prostatei, uretra (uretra prostatică) se unește cu cele două canale ejaculatoare.

## Afecțiuni și boli

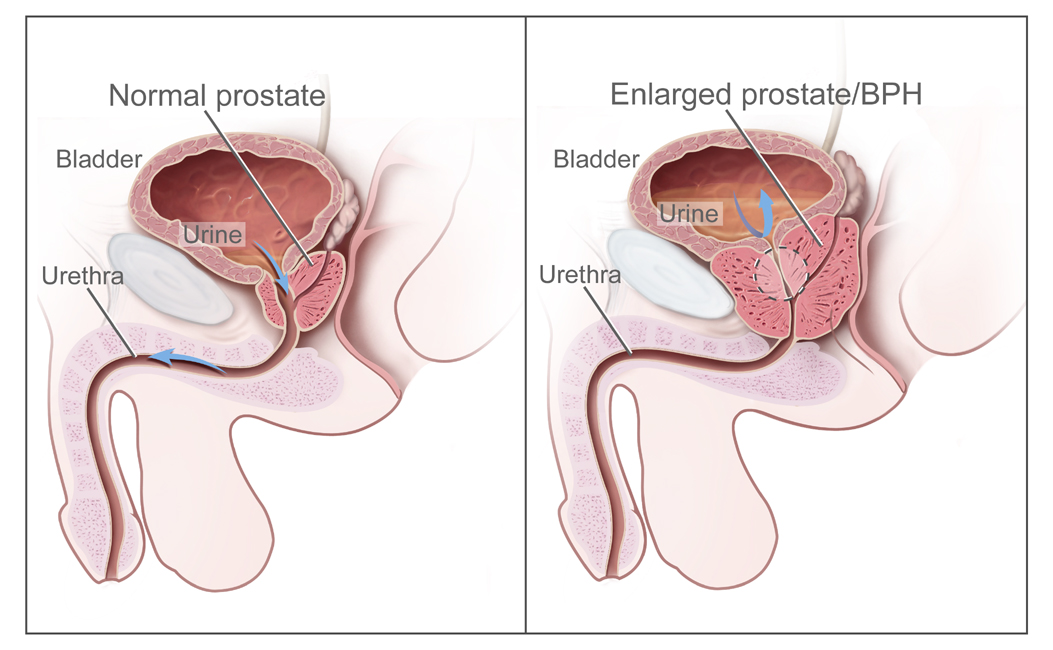
Hiperplazie benignă de prostată

Cu trecerea anilor, scade testosteronul și are loc o inversare a producției hormonale, astfel încât se mărește prostata ca volum și ea este mai dură, mai puțin elastică, boală care poartă numele de adenom de prostată. Astfel că prostata mărită apasă pe uretra ce trece prin mijlocul ei, creând dificultăți în urinare. Uneori atât de strangulată este uretra, încât se ajunge la imposibilitatea de a urina, deci la retenția urinară, care trebuie deblocată la spital prin montarea unei sonde direct în vezică. Cu cât rămâne mai multă urină neevacuată la timp, cu atât crește pericolul ca prostata să se îmbolnăvească din cauza bacteriilor și să se formeze calculi renali. Adenomul de prostată se tratează la început cu produse din plante sau medicamente.
Sunt două forme clinice: prostatită acută, caracterizată prin edem și infiltrație granulocitară interstițială însoțită de cele mai multe ori de colecții purulente și prostatită cronică, caracterizată prin scleroza țesutului interstițial, atrofie a epiteliului, de cele mai multe ori cu proliferări papilifere.
Adenomul de prostată este o afecțiune frecventă a sexului masculin, întâlnită într-un procent de 10 % la bărbați în jurul vârstei de 40 de ani și intre 70-76 % la peste 80 de ani.
În această afecțiune, diagnosticul și tratamentul pot fi stabilite doar de medicul specialist, plantele medicinale având rol de adjuvante ale tratamentului de bază. Până de curând chirurgia urologică reprezenta singura modalitate de abordare terapeutică realistă a adenomului de prostată, însă în cazurile ușoare ale adenomului de prostată pot fi aplicate și tratamente naturiste alternative.